# John Clauson
John Clauson, właśc. sir John Eugene Clauson (ur. 1866, zm. 31 grudnia 1918) – brytyjski oficer i urzędnik kolonialny, wysoki komisarz Cypru oraz głównodowodzący wojskami brytyjskimi na wyspie od 1915 do 1918 roku

## Życiorys
John Eugene Clauson urodził się w 1866 roku. Służył w British Army.
8 stycznia 1915 zastąpił Hamiltona Goold-Adamsa na stanowisku wysokiego komisarza Cypru. Zmarł 31 grudnia 1918 podczas sprawowania urzędu. Jego następcą został Malcolm Stevenson.